# Tibouchina nobilis
Tibouchina nobilis är en tvåhjärtbladig växtart som beskrevs av Karl Rechinger. Tibouchina nobilis ingår i släktet Tibouchina och familjen Melastomataceae. Inga underarter finns listade i Catalogue of Life.